# Stella Maxwell
Stella Maynes Maxwell (Bruselas; 15 de mayo de 1990) es una modelo neozelandesa de ascendencia norirlandesa. Conocida por ser uno de los ángeles  de Victoria's Secret desde 2015 y por haber sido embajadora de Max Factor.

## Primeros años
Maxwell nació en Bruselas, Bélgica, de padres de Irlanda del Norte, Stella Maynes y el diplomático Maurice Maxwell. Tiene tres hermanos mayores. Maxwell creció en Bélgica hasta la edad de 13 años, entonces se mudó a Canberra, Australia, donde vivieron durante un año antes de trasladarse a Wellington, Nueva Zelanda, cuando ella contaba con 14 años. Cuando estaba en la Universidad de Otago fue descubierta como modelo.

## Carrera
Desfiló como modelo para Victoria’s Secret por primera vez en 2011, apareciendo en una campaña de trajes de baño junto a Barbara Palvin, Karlie Kloss y Rosie Huntington-Whiteley. Desfiló en el Victoria's Secret Fashion Show por primera vez en 2014.  Desde 2015 es un ángel de la marca.
También es el rostro de Max Factor, y ha protagonizado campañas de Roberto Cavalli, Topshop, H&M, Jeremy Scott y River Island. Ha desfilado para marcas como Chanel, Balmain, Versace, Fendi, Marc Jacobs y Tommy Hilfiger.
Entre 2015 y 2016, realizó apariciones en la serie de televisión Love Advent. En 2016, Maxwell obtuvo el primer puesto de "Maxim's Hot 100 List". En 2017, fue nombrada "Modelo del Año" en los LA Fashion Awards. También apareció en el vídeo de 2U de David Guetta y Justin Bieber junto con otras ángeles de Victoria's Secret. En 2018 realizó una aparición en la película Jeremiah Terminator LeRoy junto con Kristen Stewart, Diane Kruger y Laura Dern.
El 11 de marzo del 2021, Maxwell firma con la empresa IMG Models, a la cual ahora ya representa.
Maxwell ha aparecido en diversas producciones entre los cuales se destaca el reciente video de "Chemical" de Beck Hansen.
Recientemente regreso a su antigua agencia de modelos The Lions Management, donde había salido hace apenas 3 años atrás.

## Vida personal
Maxwell divide su tiempo entre Los Ángeles, California y Nueva York.
En julio de 2015 salió a la luz su relación con la cantante Miley Cyrus aunque en agosto de ese mismo año, con motivo de que Cyrus fuera portada de la edición británica de la revista Elle, esta confirmó haber finalizado su relación amorosa con Maxwell.
Desde finales de 2016 hasta diciembre de 2018, mantuvo una relación con la actriz Kristen Stewart.
Se presume que Maxwell fue novia de Irina Shayk , exnovia del jugador portugués Cristiano Ronaldo